# Paragomphus z-viridum
Paragomphus z-viridum là loài chuồn chuồn trong họ Gomphidae. Loài này được Fraser mô tả khoa học đầu tiên năm 1955.